# Kamil Syprzak
Kamil Syprzak (Płock, 23 luglio 1991) è un pallamanista polacco, pivot del Paris-Saint Germain e della nazionale polacca.

## Palmares

### Competizioni nazionali
- Campionato polacco: 1

Wisla Płock: 2010-11
- Liga ASOBAL: 4

Barcellona: 2015-16, 2016-17, 2017-18, 2018-19
- Coppa del Re: 4

Barcellona: 2015-16, 2016-17, 2017-18, 2018-19
- Coppa ASOBAL: 4

Barcellona: 2015-16, 2016-17, 2017-18, 2018-19
- Supercoppa di Spagna: 4

Barcellona: 2015, 2016, 2017, 2018
- Division 1: 5

PSG: 2019-20, 2020-21, 2021-22, 2022-23, 2023-24
- Coppa di Francia: 2

PSG: 2020-21, 2021-22
- Supercoppa di Francia: 2

PSG: 2019, 2023

### Competizioni internazionali
- IHF Super Globe:

Barcellona: 2017, 2018

### Individuale
- Capocannoniere della Champions League 2023-24